# 1996년 하계 올림픽 테니스
1996년 하계 올림픽 테니스는 1996년 하계 올림픽의 정식 종목으로 진행된 올림픽 테니스 경기로 1996년 7월 23일부터 8월 3일까지 스톤 마운틴 테니스 센터에서 열렸다.

## 메달 집계

### 메달리스트
| 남자 단식 자세히 | 앤드리 애거시 · 미국                                   | 세르지 브루게라 · 스페인                   | 리앤더 페이즈 · 인도                                      |  |  |  |
| 남자 복식 자세히 | 오스트레일리아 (AUS) · 토드 우드브리지 · 마크 우드퍼드 | 영국 (GBR) · 닐 브로드 · 팀 헨먼           | 독일 (GER) · 마르크케빈 괼너 · 다비트 프리노질            |  |  |  |
|                  |                                                        |                                            |                                                           |  |  |  |
| 여자 단식 자세히 | 린지 대븐포트 · 미국                                   | 아란차 산체스 비카리오 · 스페인            | 야나 노보트나 · 체코                                      |  |  |  |
| 여자 복식 자세히 | 미국 (USA) · 지지 퍼낸데즈 · 메리 조 퍼낸데즈          | 체코 (CZE) · 야나 노보트나 · 헬레나 수코바 | 스페인 (ESP) · 콘치타 마르티네스 · 아란타 산체스 비카리오 |  |  |  |